# Tripi
Tripi est une commune italienne de la province de Messine, dans la région Sicile.

## Administration
| Période                                  | Période | Identité      | Étiquette | Qualité |
| ---------------------------------------- | ------- | ------------- | --------- | ------- |
| 10 juin 2018                             |         | Michele Lemmo |           |         |
| Les données manquantes sont à compléter. |         |               |           |         |

### Hameaux
Campogrande, Casale, San Cono

### Communes limitrophes
Basicò, Falcone, Francavilla di Sicilia, Furnari, Mazzarrà Sant'Andrea, Montalbano Elicona, Novara di Sicilia